# Stanisław Żółkiewski

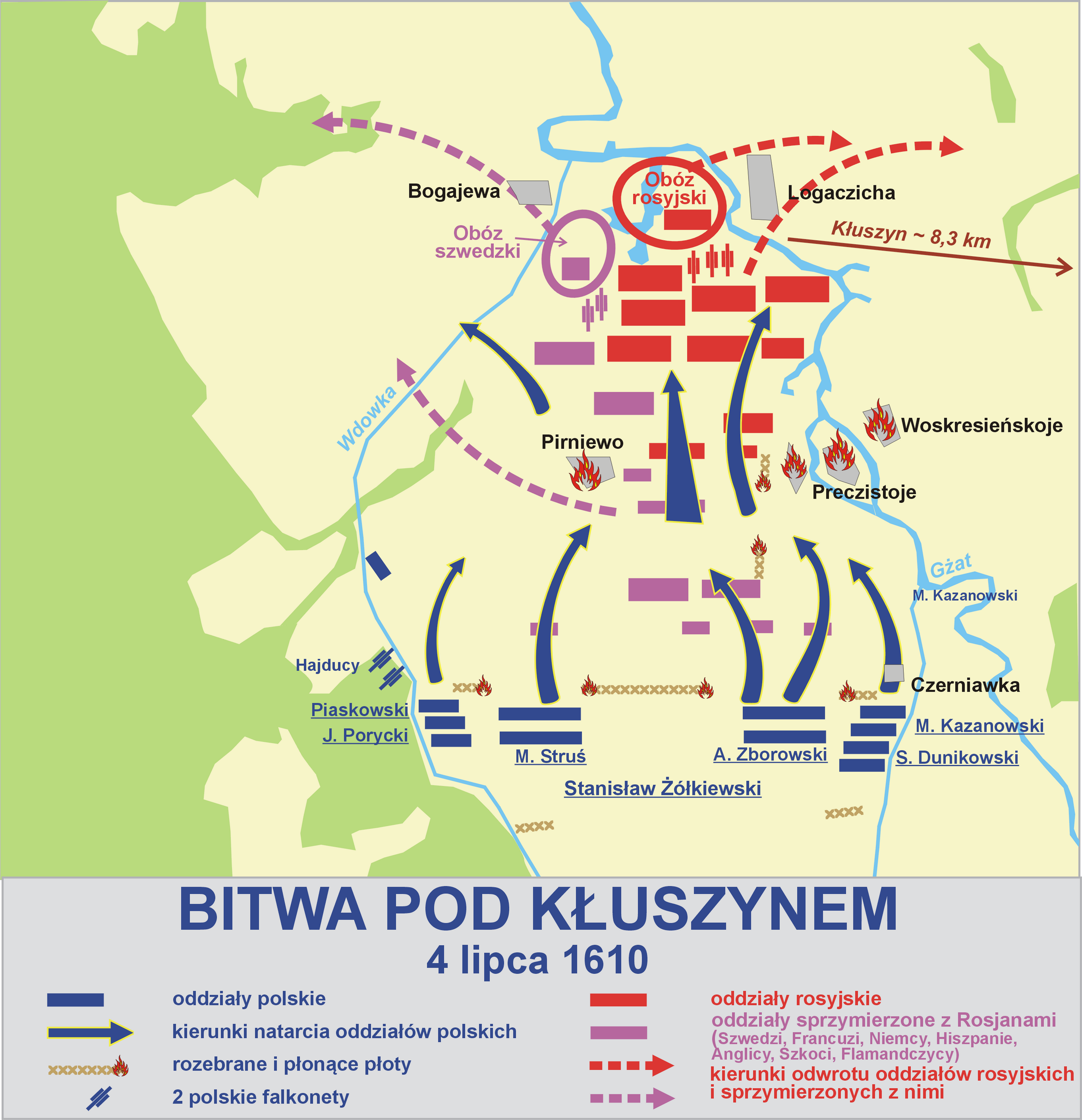
Plan bitwy

Stanisław Żółkiewski herbu Lubicz (ur. 1547 w Turynce pod Lwowem, zm. 7 października 1620 w Berezowce, kilka kilometrów od granicy na Dniestrze w Mołdawii podczas odwrotu z pola bitwy pod Cecorą) – polski magnat, od 1618 hetman wielki koronny i kanclerz wielki koronny, hetman polny koronny od 1588 do 1618, wojewoda kijowski od 1608, kasztelan lwowski od 1590, sekretarz królewski od 1573, starosta kałuski przed 1587 rokiem, starosta kamionacki w 1598 roku, starosta hrubieszowski w 1588 roku, starosta rohatyński w 1601 roku, starosta międzyrzecki w 1611 roku, starosta barski w 1613 roku, starosta jaworowski w 1619 roku, wójt barski, zwycięzca w wielu kampaniach przeciwko Rosji, Szwecji, Imperium Osmańskiemu i Tatarom, pisarz i pamiętnikarz.
Hetman zginął na polach niedaleko miejscowości Otaci
. W tym miejscu stoi jego pomnik.
Jako senator był obecny na sejmach: w 1603, 1605, 1607, 1609, 1611, 1613 (I), 1613 (II), 1615, 1616, 1618 i na sejmie zwyczajnym 1619 roku.

## Życiorys

### Początki kariery
Pochodził ze średniozamożnej rodziny, której znaczenie wzrosło dzięki zabiegom jego ojca Stanisława i wsparciu spokrewnionego z Żółkiewskimi Jana Zamoyskiego (w momencie urodzenia późniejszego hetmana jego ojciec był zaledwie podstarościm, ale od 1585 roku wojewodą ruskim). Matką była Zofia Lipska z Goraja. Uczył się w szkole katedralnej we Lwowie. W 1566 został dworzaninem kanclerza Jana Zamoyskiego.
Karierę polityczną rozpoczął u boku kanclerza wielkiego koronnego Jana Zamoyskiego, który wcześniej był patronem jego ojca. W 1573 wyjechał z delegacją posłów do Paryża dla oznajmienia Henrykowi Walezemu jego wyboru na króla Polski. Wkrótce udał się na dwór cesarza Maksymiliana II Habsburga. Został sekretarzem króla Stefana Batorego.
Podczas wojny Rzeczypospolitej z Gdańskiem odznaczył się w bitwie pod Lubiszewem 17 kwietnia 1577. Uczestniczył też w wyprawie Stefana Batorego na Rosję (m.in. walczył wraz z bratem Mikołajem i ojcem pod rozkazami Jana Zamoyskiego pod Zawołoczem). 12 maja 1584 r. pojmał słynnego banitę Samuela Zborowskiego. W czasie elekcji 1587 roku głosował na Zygmunta Wazę.
W czasie wojny domowej tak jak jego patron Jan Zamoyski opowiedział się po stronie Zygmunta III Wazy. W 1588 wyróżnił się w bitwie pod Byczyną, gdzie został ciężko ranny. Poseł na sejm pacyfikacyjny 1589 roku z ziemi halickiej. W 1589 roku był sygnatariuszem ratyfikacji traktatu bytomsko-będzińskiego na sejmie pacyfikacyjnym. Był stałym doradcą Jana Zamoyskiego. Dzięki jego protekcji otrzymał buławę polną koronną, a w 1590 został kasztelanem lwowskim. W 1595 uczestniczył u boku Zamoyskiego w wyprawie do Mołdawii dla osadzenia na tamtejszym tronie polskiego lennika Jeremiego Mohyły. Wziął udział w pierwszej bitwie pod Cecorą. W 1596 stłumił powstanie Semena Nalewajki, przy czym w niejasnych okolicznościach doszło do wymordowania kozackich jeńców.
W 1597 na miejscu wsi Winniki, wzorując się na Zamoyskim założył miasto Żółkiew, które stało się siedzibą rodu.
W 1600 wyprawił się z wojskiem polskim na Wołoszczyznę, przyczyniając się do zwycięstwa Jana Zamoyskiego nad Michałem Walecznym w bitwie pod Bukowem. W 1602 przerzucił swoje wojska do Estonii, by wziąć udział w wojnie polsko-szwedzkiej. Przeprowadził wiele udanych operacji zaczepnych i w czerwcu 1602 pobił Szwedów w bitwie pod Rewlem. W trakcie tej kampanii wyróżnił się zdobyciem Wolmaru i przyczynił się do kapitulacji Szwedów w Białym Kamieniu.
W kwietniu 1606 roku uczestniczył w zjeździe w Stężycy. W 1607 w koalicji ze skonfliktowanym z nim Janem Karolem Chodkiewiczem i Janem Potockim pokonał siły rokoszu Zebrzydowskiego w bitwie pod Guzowem. W nagrodę w 1608 został mianowany przez króla wojewodą kijowskim.

### Dymitriady
W 1609 roku stanął na czele polskiego korpusu interwencyjnego, wysłanego na pomoc tzw. dymitriadzie, w której wojska magnatów polskich uwikłały się w rosyjską wojnę domową. Interwencja rozpoczęła oficjalnie wojnę polsko-rosyjską 1609–1618. Rozpoczął długotrwałe oblężenie Smoleńska.
4 lipca 1610 roku w słynnej bitwie pod Kłuszynem odniósł swe największe zwycięstwo, pokonując oddziałem 2700 husarzy (wspomaganych przez 200 piechurów) armię rosyjską liczącą 30 tys. żołnierzy, wspieraną przez korpus szwedzki liczący 5 tys. wojska, po czym na dwa lata zajął Moskwę. Wziął do niewoli Wasyla Szujskiego i jego dwóch braci. Był zwolennikiem osadzenia na tronie moskiewskim syna króla Zygmunta III Wazy, Władysława oraz unii między Polską a Moskwą. 28 sierpnia 1610 podpisał w Moskwie z bojarami rosyjskimi układ, mocą którego królewicz Władysław został ogłoszony carem Rosji.
Na obrady sejmu 29 października 1611 roku uroczyście sprowadził jeńców z rodu Szujskich (zdetronizowanego cara Wasyla IV i jego dwóch braci), których zmusił do złożenia hołdu Zygmuntowi III Wazie. Podkanclerzy Feliks Kryski podziękował mu w imieniu króla słowami: Sama sława imię Waszmości in longam rozniesie posteritatem, boś to sprawił, co nad siły i wszelkie było oczekiwanie.
Od 1612 roku kierował karierą przyszłego hetmana Stanisława Koniecpolskiego, za którego wydał swą córkę Katarzynę.
W tym też roku, wobec groźby najazdu Tatarów, zmuszony był pod Brahą (polskie umocnienia nad Dniestrem, naprzeciw Chocimia) do wejścia w układy z uzurpatorem do tronu mołdawskiego – hospodarem Stefanem Tomżą.

### Ostatnie lata
Na sejmie w 1616 przedłożył projekt zwiększenia kompetencji urzędu hetmańskiego i zwiększenia liczby stałego wojska Rzeczypospolitej do 10 tysięcy.
W polityce zagranicznej był zwolennikiem przeprowadzenia działań zaczepnych przeciwko Moskwie, przy zachowaniu neutralności Turcji i przekupieniu Tatarów. Sam zorganizował spisek, mający na celu zabicie niewygodnego dla Polski hospodara i dokonanie zamachu stanu w Hospodarstwie Mołdawskim.
23 września 1617 podpisał porozumienie z Turcją pod Jarugą, mocą którego Rzeczpospolita zrzekła się swoich wpływów w Mołdawii i zobowiązywała się do powstrzymania Kozaków przed najazdami na Turcję. W układzie zawartym pod Buszą zgodził się na rezygnację Rzeczypospolitej z ingerowania w sprawy Mołdawii, Wołoszczyzny, Siedmiogrodu.
W dniu 6 lutego 1618 został mianowany hetmanem wielkim koronnym, a 6 marca 1618 roku kanclerzem wielkim koronnym. Nie potrafił opanować najazdów tatarskich na Ruś, oskarżany o nieudolność i tchórzostwo po porażce pod Oryninem w 1618 roku, gdy pozwolił Tatarom odejść bez walki z jasyrem. W 1619 podpisał porozumienie z kozakami pod Pawołoczą (Роставицька угода), gdzie zobowiązali się oni do nienapadania na Imperium Osmańskie. Niepodjęcie walki pod Oryninem doprowadziło do takiej krytyki, że Stanisław Żółkiewski w 1619 roku złożył buławę hetmańską, ale król jego rezygnacji nie przyjął.
Przypuszczalnie w celu zmazania złej opinii, w 1620 poprowadził źle przygotowaną i niepotrzebną wyprawę na Mołdawię w celu umocnienia na tronie przychylnego Rzeczypospolitej hospodara Kaspra Gratianiego. W jej konsekwencji jego wojska poniosły ciężką klęskę w bitwie pod Cecorą, gdzie hetman zginął w nocy z 6 na 7 października 1620 podczas odwrotu wojsk polskich. Jego głowę osadzoną na pice odesłano sułtanowi, który na ponad dwa lata umieścił ją nad wejściem do swego pałacu. Do niewoli dostał się też syn hetmana Jan, wraz z bezgłowym ciałem ojca wykupiony po dwóch latach przez matkę Reginę z Herburtów. Najazd na Mołdawię doprowadził do odwetowego najazdu wojsk tureckich, którego kulminacją był atak na obóz wojsk polskich i litewskich pod Chocimiem w 1621 roku.
Pozostawił po sobie dzieło Początek i progres wojny moskiewskiej, spopularyzował też słynne powiedzenie „pięknie i słodko umrzeć za ojczyznę”, zaczerpnięte z „Ód” Horacego (III 2, 13).

## Życie prywatne
W 1589 ożenił się z Reginą Herburtówną. Małżonkowie doczekali się trojga dzieci. Były nimi:
- Jan, ranny w toku tragicznej wyprawy cecorskiej w 1620 roku, pojmany do niewoli i wykupiony przez matkę, zmarł bezpotomnie nie odzyskawszy zdrowia w roku 1623 w Żółkwi.
- Katarzyna wyszła za Stanisława Koniecpolskiego, który został następcą Stanisława Żółkiewskiego jako hetman.
- Zofię wydano za Jana Daniłowicza, a jej wnukiem zostanie późniejszy król Jan III Sobieski.

### Po śmierci
Po śmierci hetmana komnaty w pałacu w Żółkwi pozostały nienaruszone, w takim stanie jak za jego życia. Znajdowały się tam zarówno rzeczy osobiste, jak i zbroja, broń czy ofiarowana mu przez papieża buława. Umieszczono tam również skrwawione szaty, które nosił w chwili śmierci; nad łożem wisiała kopia obrazu Matki Boskiej Częstochowskiej. Z chwilą wykupienia ciała z rąk tureckich, z polecenia wdowy przed obrazem nieustannie paliła się lampa.
Ostatecznie ciało hetmana złożono w krypcie kolegiaty pod wezwaniem Najświętszej Marii Panny oraz św. Wawrzyńca Męczennika i Stanisława w rodzinnej Żółkwi. Na nagrobku umieszczono łaciński cytat Exoriare aliquis nostris ex ossibus ultor (pol. Powstanie kiedyś z kości naszych mściciel) pochodzący z Eneidy. Odzyskaną głowę hetmana pochowano pod głównym ołtarzem skąd została wykradziona, trafiła do Puław, a potem zaginęła. Latercynowa trumna hetmana została przetopiona na lichtarze, wobec czego ciało hetmana spoczywało w drewnianej trumnie. W 1905 podczas prac konserwatorskich odnaleziono trumny ze szczątkami hetmana, jego żony Reginy, syna Jana, Stanisława i Zofii Daniłowiczów, Jakuba Sobieskiego i Krzysztofa Żółkiewskiego. W tym samym roku ufundowano sarkofag, marmurową urnę na szczątki hetmana i płytę z brązu. W 1908 na rynku w Żółkwi odprawiono ponowny pogrzeb Stanisława Żółkiewskiego. Podczas uroczystości mszę św. odprawił bp. Józef Bilczewski, a kazanie wygłosił bp Władysław Bandurski.
W miejscu bohaterskiej śmierci hetmana Żółkiewskiego (obecnie wieś Bierezowska w Mołdawii, dawniej polska wieś Laszki) jego syn Jan w 1621 roku wzniósł pomnik ozdobiony tablicą ze znanym cytatem „Quam dulce et decorum est pro patria mori” („Jakże słodko i zaszczytnie jest umrzeć za Ojczyznę”). Pomnik przetrwał aż do 1868 roku. Dzięki staraniom Polaków został odbudowany w 1912, a w roku 2003 poddany gruntownej konserwacji dzięki inicjatywie Stowarzyszenia „Wspólnota Polska” oraz środkom przyznanym przez Senat RP, został poświęcony w tym samym roku przez Prymasa Polski Józefa Glempa. Obecnie odbywają się tam uroczystości patriotyczne Polaków mieszkających w Mołdawii. Jest to ponad ośmiometrowy obelisk wykonany z wapienia, zwieńczony półtorametrowym metalowym krzyżem.
W rodzinie przez wiele lat podtrzymywano kult wielkiego przodka jako wzorowego żołnierza i obywatela. W atmosferze tej wzrastał także jego prawnuk, Jan III Sobieski.

## Twórczość

### Dzieła
- Początek i progres wojny moskiewskiej, powst. 1612, wyd. K. Słotwiński pt. Historia wojny moskiewskiej aż do opanowania Smoleńska, Lwów 1833; wyd. następne: wyd. P. A. Muchanow, Moskwa 1835 (wraz z przekł. rosyjskim); Paryż 1868, Biblioteka Lud. Pol., zeszyt 11; Lwów 1882, Biblioteka Mrówki, t. 144–145; wyd. W. Sobieski, Kraków 1920, Biblioteka Narodowa, seria I, nr 12; Warszawa brak roku wydania, Biblioteka Uniwersytetu Ludowego i Młodzieży Szkolnej nr 201; przekł. rosyjski: P. A. Muchanow, pt. Rukopis' Żółkiewskogo. Naczało i uspiech moskowskoj wojny..., Moskwa 1835 (wraz z tekstem polskim); wyd. następne: Petersburg 1871
- Z swazoriej Seneki filozofa i innych niektórych autorów zebrał żołnierz jeden w obozie pod Tatarzyszczami, z mężnych przykładów pobudkę do cnoty, Kraków 1618, drukarnia F. Cezary; przedr.: pt. Pobudki do cnót rycerskich przez polskiego żołnierza z dzieł Seneki filozofa i inszych pisarzy zebrane, Warszawa 1792; także Warszawa 1794 (edycja z czasów Jana Sobieskiego nieznana).

### Wydania zbiorowe
- Pisma, wyd. A. Bielowski, Lwów 1861 (tu: Początek i progres wojny moskiewskiej; Pobudka do cnoty; mowy; listy; testament; uniwersały itp.)
- Ojczyzna – honor – męstwo. Wspomnienia i dokumenty, Warszawa 1921 (tu: Początek i progres wojny moskiewskiej; listy; testamenty).

### Listy i materiały
- Listy do J. Zamoyskiego: dat. w Winnikach 14 kwietnia 1577, wyd. W. Sobieski Archiwum Jana Zamoyskiego, t. 1: 1553–1579, Warszawa 1904 nr 115; dat. w Grodzisku 16 stycznia 1582, wyd. J. Siemieński Archiwum Jana Zamoyskiego, t. 2: 1580–1582, Warszawa 1909 nr 662; dat. z Bełza 2 listopada 1584, z Jaworowa 24 grudnia 1584, prawdopodobnie z roku 1584, wyd. J. Siemieński Archiwum Jana Zamoyskiego, t. 3: 1582–1584, Warszawa 1913 nr 1035, 1048, 1055
- Listy z lat 1582–1604, m.in. do: Konstantego Ostrogskiego, P. Tylickiego, J. Zamoyskiego, nie wydano (wiadomość podał J. Bieliński „O niewydanych listach hetmana Żółkiewskiego. Notatka bibliograficzna”, Upominek. Księga zbiorowa na cześć Elizy Orzeszkowej, Kraków 1893
- Listy z lat 1584–1620, m.in. do: J. Zamoyskiego, J. Szczęsnego Herburta, Zygmunta III, wyd. T. X-że L. (T. Lubomirski), Kraków 1868
- Listy z lat 1587–1620, m.in. do: J. Zamoyskiego, Zygmunta III, M. Zebrzydowskiego, W. Gembickiego; zob. Wydania zbiorowe
- 6 listów do Zygmunta III oraz W. Gembickiego z lat 1595–1619, wyd. A. Grabowski i A. Przezdziecki Źródła do dziejów polskich, t. 1, Wilno 1843
- Do Zygmunta III, dat. z obozu nad Sołonicą 10 czerwca 1596 (z relacją kapitulacji Kozaków nad Sołonicą), z rękopisu Biblioteki Polskiej w Paryżu nr 11 ogł. C. Chowaniec „Sprawa sołonicka z 1596 r. (Przyczynek do genezy problemu kozackiego Rzplitej)”, Teki Historyczne, t. 7 (1955)
- Do Zygmunta III, dat. w Żółkwi 24 września 1615, ogł. Przyjaciel Ludu 1837, nr 45
- Do W. Gembickiego, arcybiskupa gnieźnieńskiego, dat. 1617; do sekretarza wielkiego koronnego, dat. 1618, ogł. A. Grabowski Starożytności historyczne polskie, Kraków 1840
- Do króla, dat. z Baru 25 sierpnia 1620; do żony, dat. w obozie pod Cecorą 6 października 1620, ogł. M. Baliński Studia historyczne, Wilno 1856
- Listy od J. Zamoyskiego: dat. pod Pskowem 19 grudnia 1581, wyd. J. Siemieński Archiwum Jana Zamoyskiego, t. 2: 1580–1582, Warszawa 1909 nr 506; zapewne od J. Zamoyskiego z roku 1588, wyd. K. Lepszy Archiwum Jana Zamoyskiego, t. 4: 1585–1588, Kraków 1948
- Listy z lat 1588–1620 do S. Żółkiewskiego lub jego dotyczące, m.in. od Zygmunta III, M. Zebrzydowskiego, W. Goślickiego; zob. Wydania zbiorowe
- Od W. Goślickiego, dat. w Przemyślu 2 stycznia 1599, wyd. W.A. Maciejowski Piśmiennictwo polskie, t. 3 Dod., Warszawa 1852, s. 210–212
- List od zjazdu województw wielkopolskich w Kole 14 lutego 1607, ogł. W. Dworzaczek Akta sejmikowe województw poznańskiego i kaliskiego, t. 1 (1572–1632), cz. 1 (1572–1616), Poznań 1957, Poznańskie Towarzystwo Przyjaciół Nauk, Wydawnictwa Źródłowe Komisji Historycznej, t. 12, poz. 126
- 4 listy od Skinder-baszy z roku 1617, wyd. w: Czasopism Nauk. Księgozbioru Publicznego im. Ossolineum 1833, zeszyt 4
- Listy w Państwowej Bibliotece Publicznej im. Sałtykowa-Szczedrina w Sankt Petersburgu (wiadomość podaje T. N. Kopriejewa „Obzor polskich rukopisiej Gosudarstwiennoj Publicznoj Bibliotieki im. Sałtykowa-Szczedrina”, Gosudarstwiennaja Publicznaja Bibliotieka im. Sałtykowa-Szczedrina. Trudy, t. 5 (1958); por. Kwartalnik Historyczny 1959, nr 1, s. 214
- Testament, dat. w Bracławiu 12 stycznia 1606, wyd. M. Baliński „Zgon Żółkiewskiego...”, Biblioteka Warszawska 1845, t. 2, s. 303–311; przedr. w książce: Studia historyczne, Wilno 1856; A. Bielowski Pisma, zob. Wydania zbiorowe; A. Śliwiński Hetman Żółkiewski, Warszawa 1920
- Testament, dat. w Barze 22 sierpnia 1620, wyd. Archiwum Teologiczne 1836, t. 1, s. 388-393
- Uniwersał przeciwko partyzantowi Poniatowskiemu, dat. w Nudachowie 4 marca 1608, wyd. J. I. Kraszewski, Athenaeum 1841, t. 1
- Pisma J. Zamoyskiego polecające i uwierzytelniające oraz dokumenty dotyczące S. Żółkiewskiego z lat 1581–1586, wyd. w: J. Siemieński Archiwum Jana Zamoyskiego, t. 2: 1580–1582, Warszawa 1909, t. 3: 1582–1584, Warszawa 1913
- Pisma i dokumenty dot. wojskowej i politycznej działalności S. Żółkiewskiego, zob. Wydania zbiorowe
- P. Ożga Transactia J. W. Stanisława Żółkiewskiego, woj. kijowskiego... z Skinder baszą, hetmanem cesarza tureckiego... 23 Seotembris... 1617 (z rękopisma XVII wieku), Czasopism Nauk. Księgozbioru Publicznego im. Ossolineum 1832, zeszyt 1; 1833, zeszyt 3
- Listy, mowy i kopie utworów, zob. także: rękopisy Biblioteki Czartoryskich nr 348, 1577 i in.

## Żółkiewski w kulturze
Józef Ignacy Kraszewski wspominał hetmana w utworach Banita i Bajbuza, a Kazimierz Gliński w utworze Cecora Powieść historyczna z pierwszej połowy XVII w.. Wśród autorów, którzy uczcili okolicznościowymi utworami przeniesienie w 1908 roku popiołów Stanisława Żółkiewskiego do sarkofagu w podziemiach kolegiaty w Żółkwi, znalazła się Maria Konopnicka i Stefan Żeromski („Duma o hetmanie”). Ponad pół wieku później poświęcił pamięci Stanisława Żółkiewskiego i Cecory swój Rapsod o głowie hetmana Wacław Korabiewicz.
W 2020 powstał krótkometrażowy film animowany Hetman w reżyserii Krzysztofa Czeczota o życiu Stanisława Żółkiewskiego. Jego narratorką jest Danuta Stenka.

## Upamiętnienie
- Pomnik Stanisława Żółkiewskiego w Berezowce.
- Pomnik w Żółkiewce, odsłonięty 18 listopada 2022 roku[22][23].
- 6 Pułk Strzelców Konnych im. Hetmana Wielkiego Koronnego Stanisława Żółkiewskiego.
- Uchwałą Sejmu RP VIII kadencji z 13 czerwca 2019 zdecydowano o ustanowieniu roku 2020 Rokiem Hetmana Stanisława Żółkiewskiego[24]. Patronom roku 2020 poświęcono wydanie specjalne Kroniki Sejmowej[25].
- Wizerunek hetmana Żółkiewskiego widnieje na wydanym w 2020 r. przez Pocztę Polską znaczku pocztowym o nominale 8,70 zł upamiętniającym bitwę pod Cedorą[26].
- W 2025 Narodowy Bank Polski wprowadził do obiegu złote i srebrne monety kolekcjonerskie „Hetmani Rzeczypospolitej” – „Stanisław Żółkiewski”

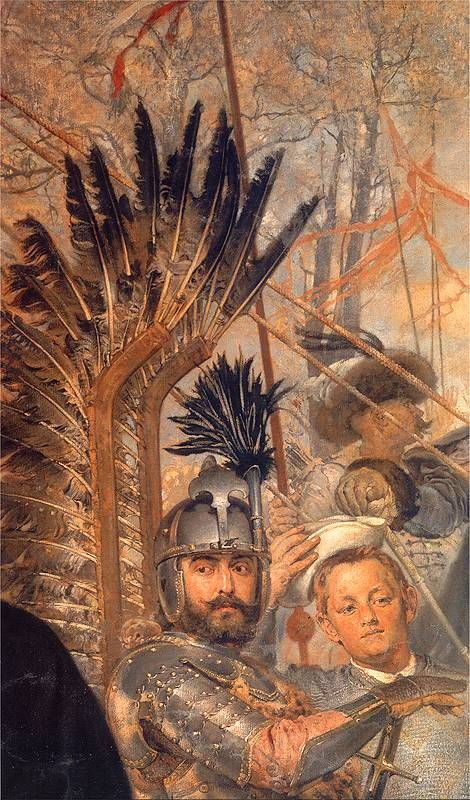
Młody Stanisław Żółkiewski na fragmencie obrazu Jana Matejki Stefan Batory pod Pskowem
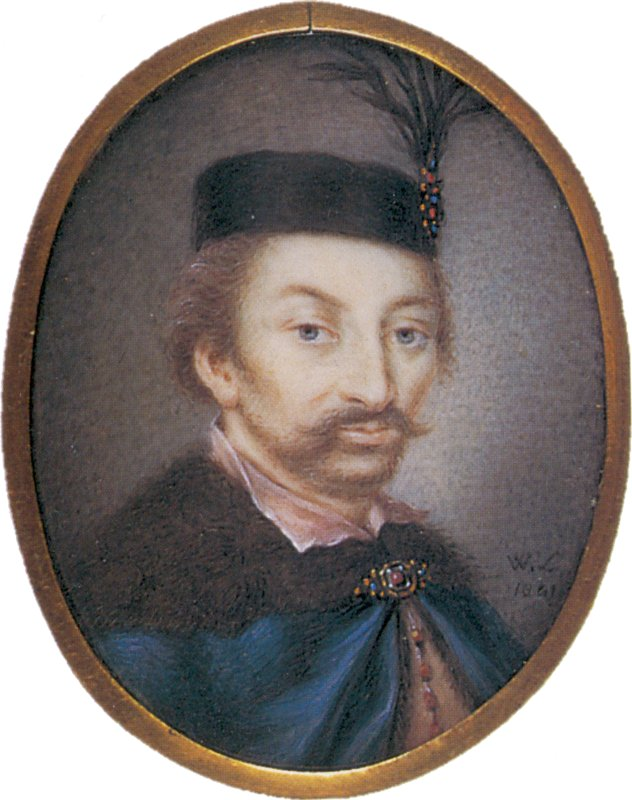
Portret Stanisława Żółkiewskiego
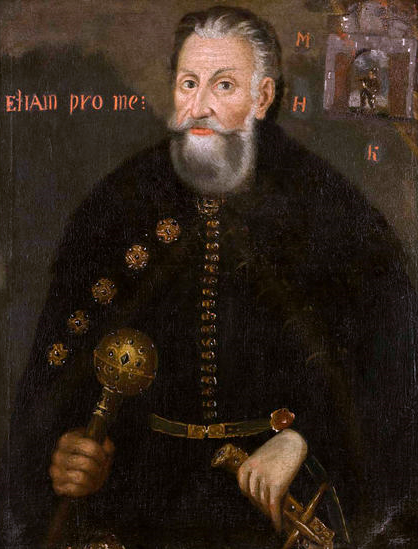
Stanisław Żółkiewski na obrazie nieznanego malarza polskiego z 1. ćwierci XVII wieku
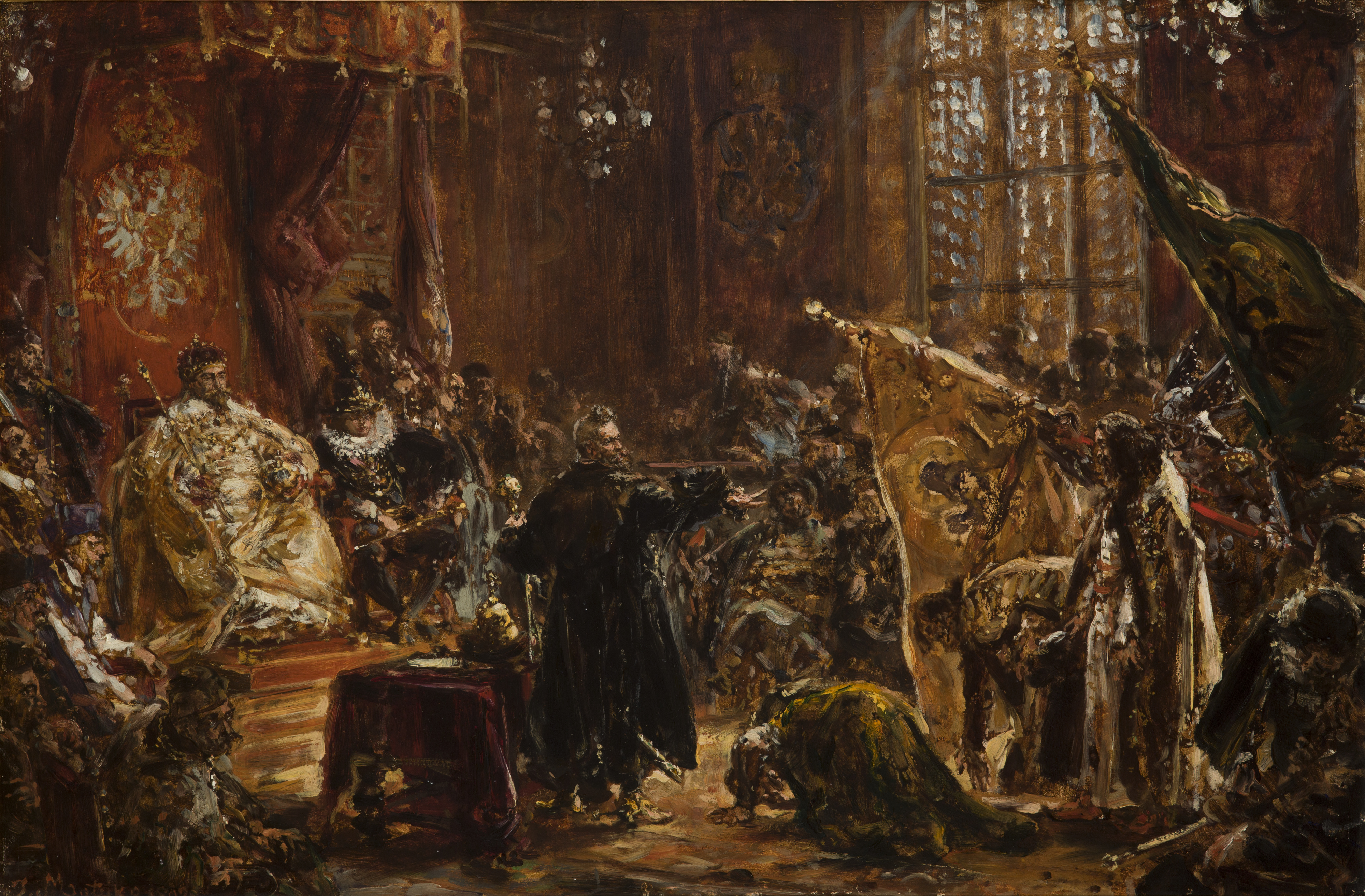
Stanisław Żółkiewski przedstawia carów Szujskich na sejmie warszawskim 1611, obraz Jana Matejki
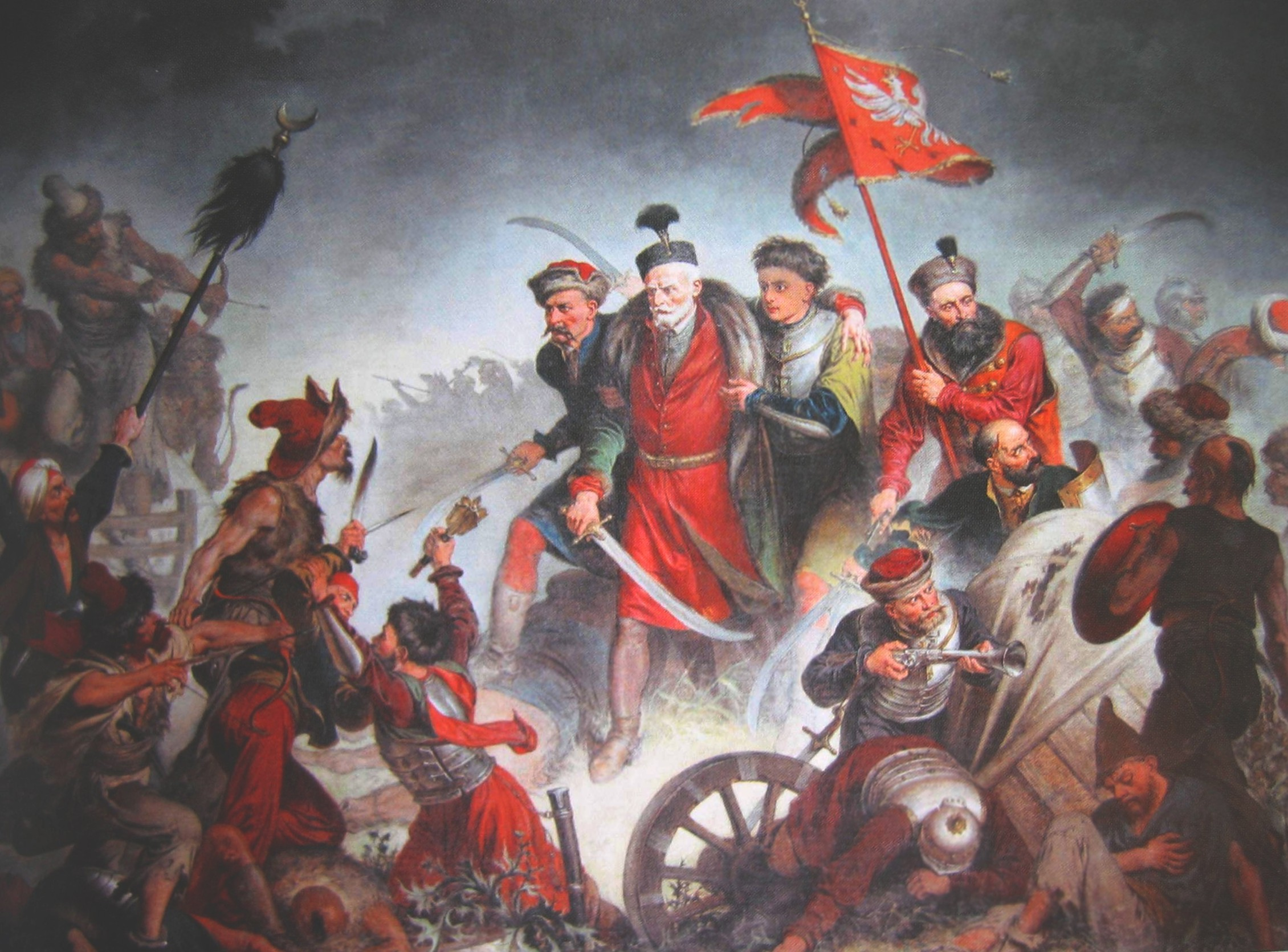
Śmierć hetmana Stanisława Żółkiewskiego pod Cecorą, obraz Walerego Eljasza Radzikowskiego
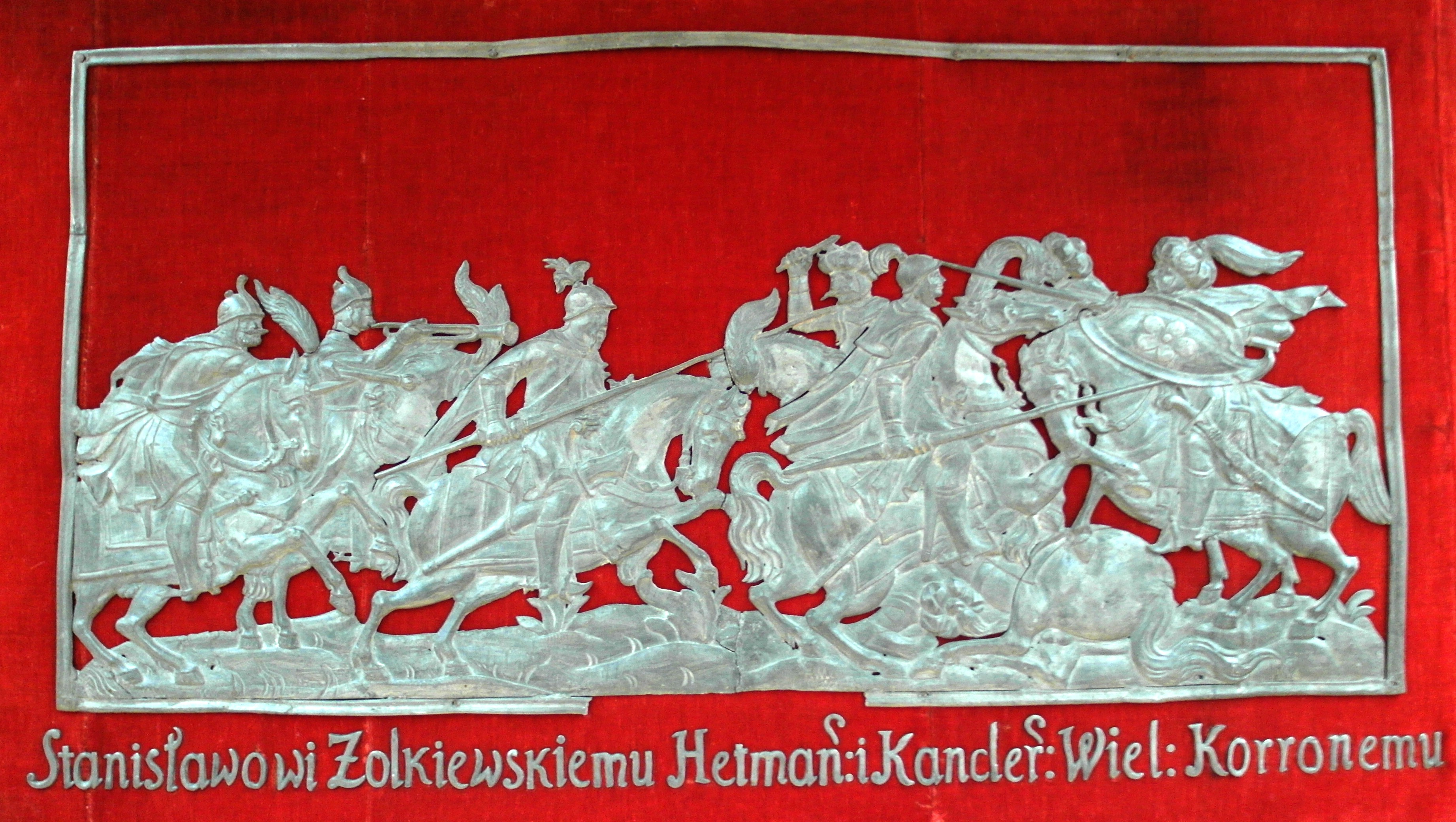
Płaskorzeźba z trumny Stanisława Żółkiewskiego (po 1620 roku)
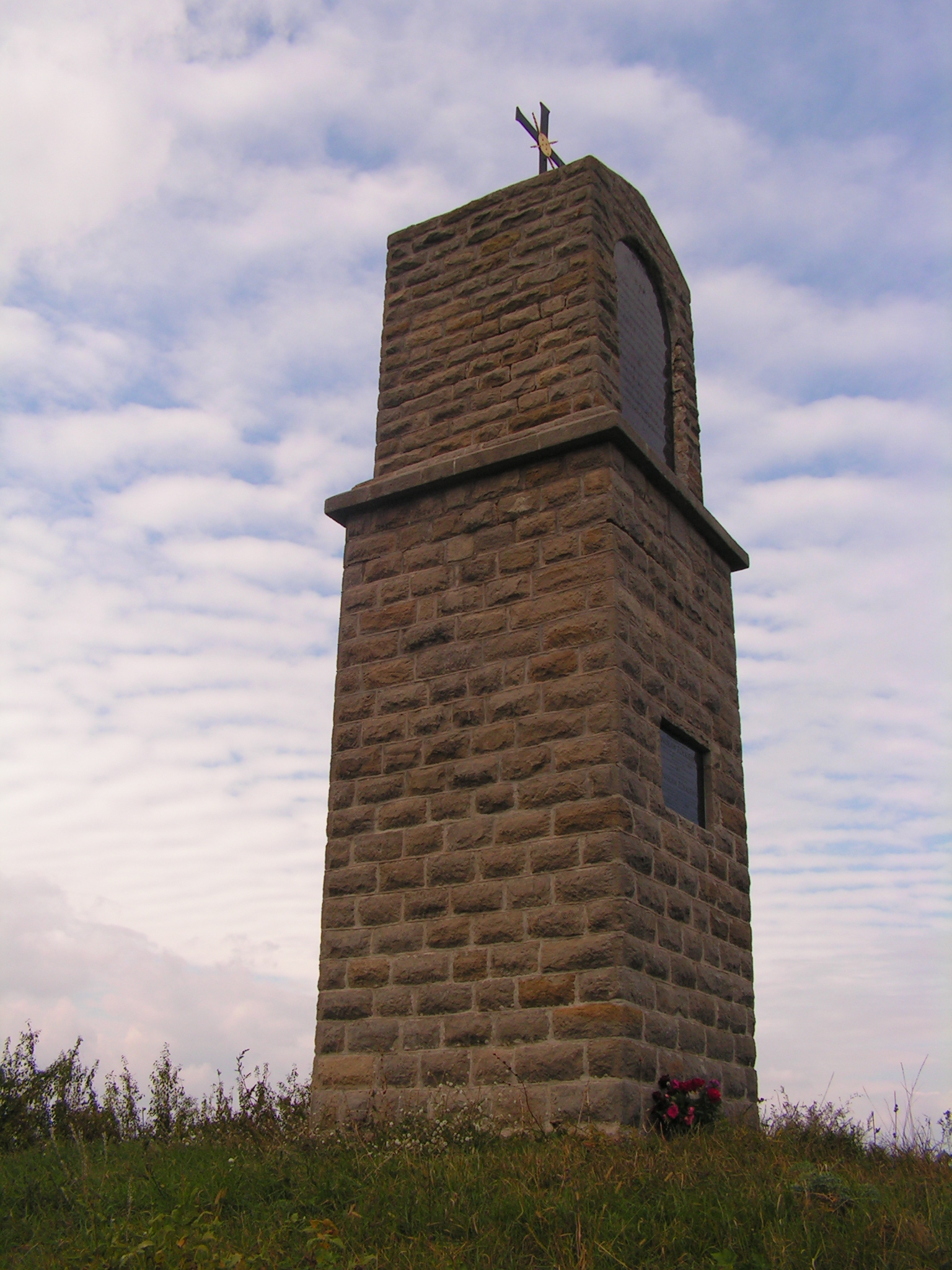
Pomnik Stanisława Żółkiewskiego na miejscu śmierci w Mołdawii
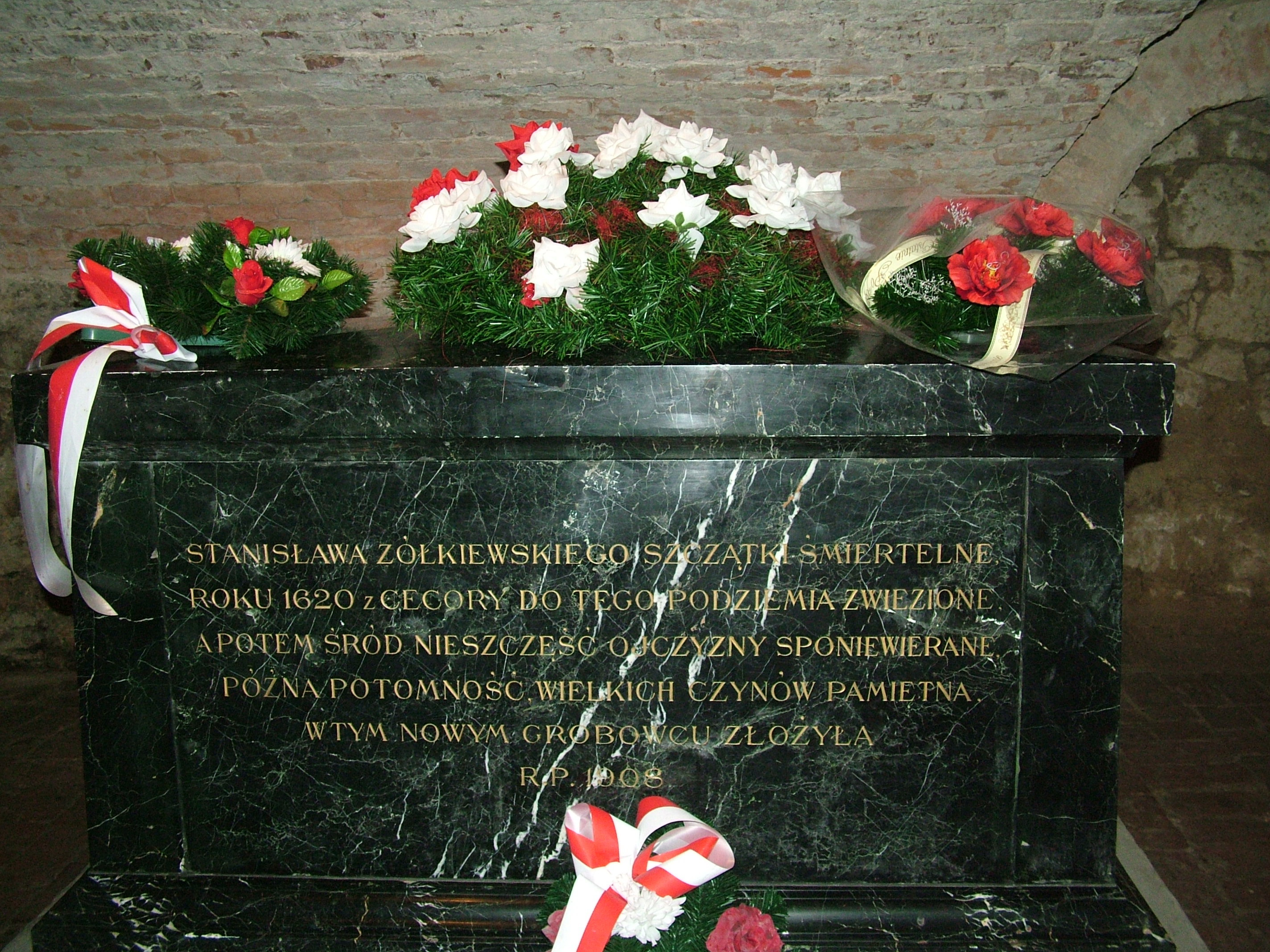
Sarkofag Stanisława Żółkiewskiego w żółkiewskiej farze
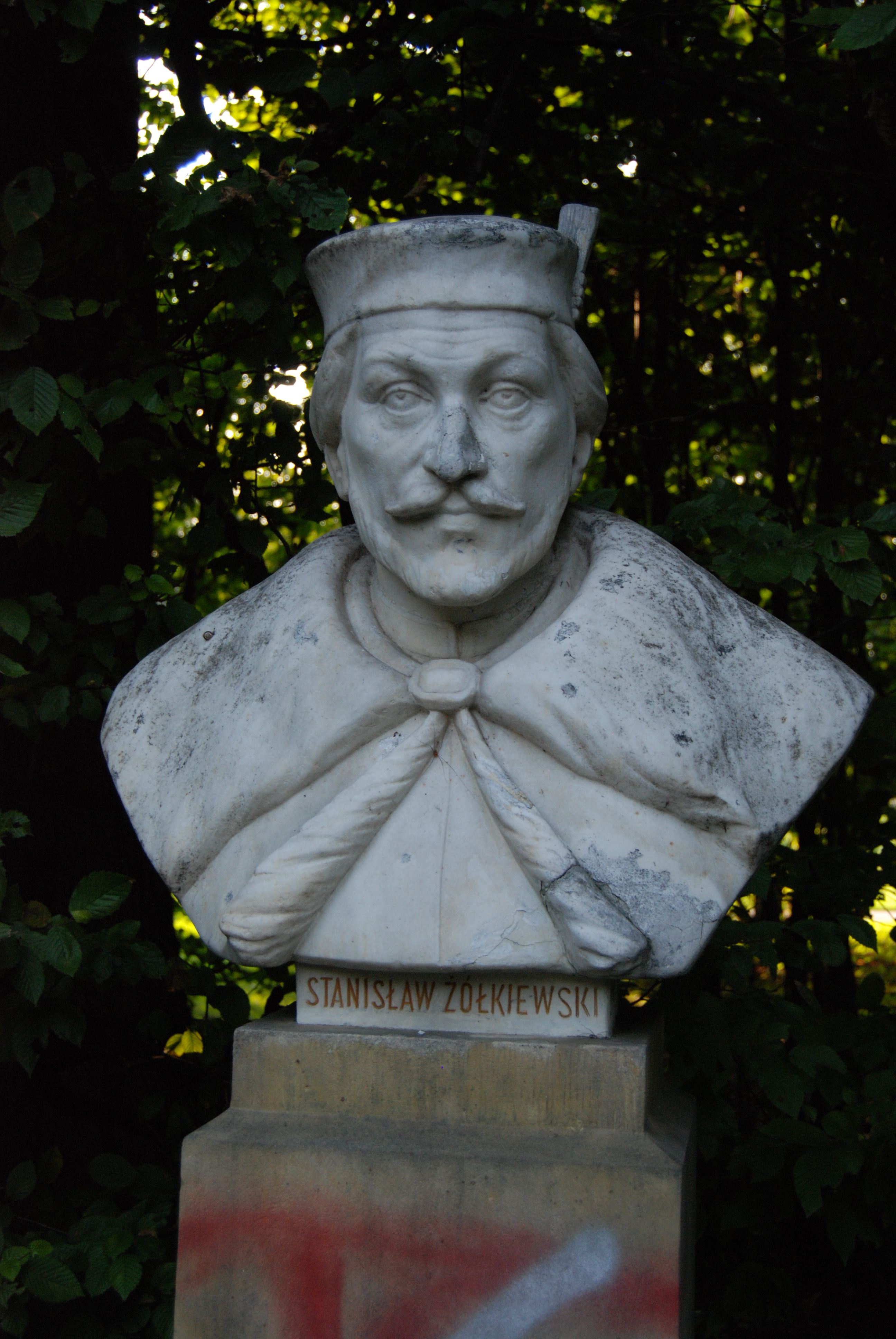
Pomnik Żółkiewskiego w Krakowie